# 37736 Jandl
37736 Jandl este un asteroid din centura principală, descoperit pe 15 noiembrie 1996, de Jana Tichá și Miloš Tichý.